# کنیاکپی
کنیاکپی ویکری از روی سنگواره کپی که در سال ١٩٦١ توسط لوییس لیکی در کنیا کشف شد، معرفی گردید. قدمت آروارهٔ بالایی و دندان های پیدا شده ١٤ میلیون سال تخمین زده شد.